# Campylospermum reticulatum
Campylospermum reticulatum är en tvåhjärtbladig växtart som först beskrevs av Ambroise Marie François Joseph Palisot de Beauvois, och fick sitt nu gällande namn av Farron. Campylospermum reticulatum ingår i släktet Campylospermum och familjen Ochnaceae. Utöver nominatformen finns också underarten C. r. turnerae.